# برونو باستو

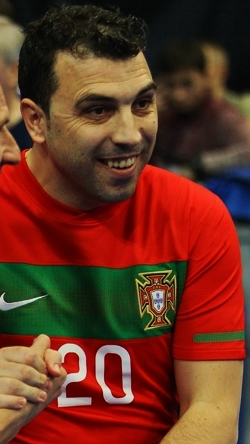

برونو ميغيل ليتي باستو الشهير باسم برونو باستو (21 مايو 1978

 في لشبونة) (بالإنجليزية: Bruno Miguel Leite Basto)‏ لاعب كرة قدم برتغالي يلعب حاليا في نادي الدرجة الأولى شينيك ياروسلافل الروسي منذ سنة 2008 في خط الدفاع .
لعب باستو في أندية ألفيركا (1996-1997) بنفيكا (1998-2000) بوردو الفرنسي (2000-2004) فيينورد روتردام الهولندي (2004-2006) سانت إتيان الفرنسي (2006) ناسيونال (2006-2008) .

## روابط خارجية
- برونو باستو على موقع رابطة كرة القدم الفرنسية للمحترفين (الإنجليزية)
- برونو باستو على موقع قاعدة بيانات كرة القدم.إي يو (الإنجليزية)
- برونو باستو على موقع Soccerway.com (الإنجليزية)
- برونو باستو على موقع كووورة